# Fahle Atlantische Waldratte
Die Fahle Atlantische Waldratte (Delomys sublineatus) ist ein Nagetier in der Gruppe der Neuweltmäuse.

## Merkmale
Mit einer Kopf-Rumpf-Länge von 126 bis 146 mm, einer Schwanzlänge von 106 bis 127 mm und einem Gewicht von 41 bis 60 g ist die Art ein großer Vertreter der Gattung Atlantische Waldratten. Die Länge der Hinterfüße beträgt 28 bis 30 mm und die Ohren sind etwa 21 mm lang. Verglichen mit anderen Gattungsmitgliedern hat die Art auf der Oberseite ein kürzeres und raueres Fell. Die bräunliche Oberseite ist von der weißlichen Unterseite deutlich durch eine gelbbraune oder gelbe Linie getrennt. Ein Aalstrich auf dem Rücken ist nur bei wenigen Exemplaren vorhanden. Die Fahle Atlantische Waldratte hat recht kurze Vibrissen, die nicht die Ohrspitzen erreichen, wenn sie nach hinten gebogen werden. Meist ist die Oberseite der Hinterfüße mit weißen Haaren bedeckt. Der Schwanz ist deutlich in eine dunkle Oberseite und eine helle Unterseite aufgeteilt. Bei Weibchen kommen acht Zitzen vor.

## Verbreitung
Das Verbreitungsgebiet liegt an der brasilianischen Atlantikküste und reicht von den Bundesstaaten Minas Gerais sowie Espírito Santo bis zum Bundesstaat Santa Catarina. Die Art lebt im Flachland und im Hügelland bis 500 Meter Höhe. Sie hält sich in Misch- und Nadelwäldern auf. Dabei bevorzugt die Fahle Atlantische Waldratte ursprüngliche Wälder.

## Lebensweise
Wie andere Gattungsmitglieder ist die Art nachtaktiv. Es wird angenommen, dass sie seltener auf Bäume und Büsche klettert als die Gestreifte Atlantische Waldratte (Delomys dorsalis). Schon diese Art ist überwiegend bodenbewohnend. Möglicherweise legt die Fahle Atlantische Waldratte unterirdische Tunnel an. Zur Nahrung und zum Fortpflanzungsverhalten liegen keine Angaben vor.

## Bedrohung
Waldrodungen wirken sich negativ auf den Bestand der Art aus. Allgemein hat die Art eine große Population und sie bewohnt mehrere Naturschutzgebiete. Die Fahle Atlantische Waldratte wird von der IUCN als „nicht gefährdet“ (least concern) gelistet.